# 中内敏夫
中内 敏夫（なかうち としお、1930年11月25日 - 2016年3月22日）は、日本の教育学者。一橋大学名誉教授。明治期教育史などを研究。

## 経歴
高知県吾川郡弘岡中ノ村（現高知市）生まれ。京城に育ち、敗戦で帰国。
1954年京都大学教育学部卒業。1961年東京大学大学院人文科学研究科博士課程満期退学。
1970年「生活綴方成立史にあらわれた郷村共同体思想と教育方法の研究」で教育学博士（東京大学）。
1959年から1965年成蹊学園教師、1965年國學院大學専任講師、1967年助教授、1971年お茶の水女子大学教育学部助教授、1975年教授、1984年一橋大学社会学部教授、1994年定年退官、中京大学教授。2002年退職。
1980から1981年にかけてはパリに学びフィリップ・アリエスに師事した。

## 著書
- 『生活綴方成立史研究』（明治図書出版） 1970
- 『学力と評価の理論』（国土社） 1971
- 『近代日本教育思想史』（国土社） 1973
- 『生活綴方』（国土社、国土新書） 1976
- 『教材と教具の理論』（有斐閣ブックス） 1978
- 『学力とは何か』（岩波新書） 1983
- 『指導過程と学習形態の理論 教育原論Ⅲ』（明治図書出版、現代授業論双書） 1985
- 『日本教育のナショナリズム』（第三文明社、レグルス文庫） 1985
- 『新しい教育史 制度史から社会史への試み』（新評論） 1987
- 『教育学第一歩』（岩波書店） 1988
- 『軍国美談と教科書』（岩波新書） 1988
- 『教育思想史』（岩波テキストブックス） 1998
- 「中内敏夫著作集」全8巻（藤原書店）
  1. 『「教室」をひらく 新・教育原論』（木村元, 斎藤里美, 田中耕治編） 1998
  2. 『匿名の教育史』（木村元, 久冨善之, 田中耕治編） 1998　
  3. 『日本の学校 制度と生活世界』（木村元, 仲嶺政光編） 1999
  4. 『教育の民衆心性』（上野浩道, 小川年史, 橋本紀子編） 1998
  5. 『綴方教師の誕生』（上野浩道ほか編） 2000
  6. 『学校改造論争の深層』（内島貞雄, 久冨善之, 仲嶺政光編） 1999
  7. 『民衆宗教と教員文化』（小川年史ほか編） 2000
  8. 『家族の人づくり 18-20世紀日本』（小野健司編） 2001
- 『中内敏夫画集 南城書画集抄』（私家版） 2003
- 『教育評論の奨め』（国土社） 2005
- 『生活訓練論第一歩』（日本標準） 2008
- 『学力の社会科学』（大月書店） 2009

### 共編著
- 『日本の学校』（勝田守一共著、岩波新書） 1964
- 『教科経営の創造 小学校一年生～中学校三年生』（滝沢武久, 竹内常一共編、国土社、教科経営シリーズ） 1969
- 「日本の教師」全6巻（川合章共編、明治図書出版） 1969 - 1974
  1. 『小学校教師の歩み』
  2. 『中・高教師のあゆみ』
  3. 『職場のしくみ』
  4. 『女教師の生き方』
  5. 『教師像の探求』
  6. 『教育養成の歴史と構造』
- 『現代教育学の基礎知識』1 - 2（編集代表、中内, 堀尾輝久, 吉田章宏、有斐閣ブックス） 1976
- 『民間教育史研究事典』（民間教育史料研究会, 大田尭共編、評論社） 1976
- 『教育学概論』（編、有斐閣双書） 1977
- 『学力モデルと授業の創造』（遠藤豊共編、日本標準、現代教育問題シリーズ） 1983
- 『これからの教育評価 たしかな学力と発達を保障する』（三井大相共編、有斐閣選書） 1983
- 『子どもを伸ばす形成的評価』（溝田六郎共編、日本標準、現代教育問題シリーズ） 1984
- 『人間形成の全体史 比較発達社会史への道』（関啓子, 太田素子共編、大月書店） 1998
- 『人間形成論の視野』（小野征夫共編、大月書店） 2004

### 翻訳
- 『価値創造者 牧口常三郎の教育思想』（D・M・ベセル、谷口雅子共訳、小学館、100万人の創造選書） 1974
- 『<教育>の誕生』（フィリップ・アリエス、森田伸子共編訳、新評論） 1983

## 参考
- 中内敏夫教授略歴『一橋論叢』（1995: